# 30109 Jaywilson
30109 Jaywilson è un asteroide della fascia principale. Scoperto nel 2000, presenta un'orbita caratterizzata da un semiasse maggiore pari a 2,2758145 UA e da un'eccentricità di 0,1443975, inclinata di 7,75526° rispetto all'eclittica.